# Toffia
Toffia är en ort och kommun i provinsen Rieti i regionen Lazio i Italien. Kommunen hade 1 019 invånare (2018).